# سان کارلو آل کورسو
سان کارلو آل کورسو (انگلیسی: San Carlo al Corso) یک بازیلیکا کوچک در شهر رم واقع در خیابان کورسو است. این کلیسا، وقف امبروس مقدس و کارلو بورومئو مقدس است.
ساخت این بازیلیکا در سال ۱۶۱۰ آغاز شد و دکوراسیون داخلی آن توسط جاکومو فانچلی و کوزیمو فانچلی انجام شد. نمازخانهٔ سانت اولاف در سمت چپ شبستان کلیسا به اولاف دوم پادشاه نروژ تقدیم شده‌است که پس از گرویدن به دین مسیحیت، در نبرد استیکلستاد در سال ۱۰۳۰ میلادی به شهادت شد.